# Liste der Naturdenkmale in Käbschütztal
Die Liste der Naturdenkmale in Käbschütztal nennt die Naturdenkmale in Käbschütztal im sächsischen Landkreis Meißen.

## Definition
„Naturdenkmäler sind rechtsverbindlich festgesetzte Einzelschöpfungen der Natur oder entsprechende Flächen bis zu fünf Hektar, deren besonderer Schutz erforderlich ist
1. aus wissenschaftlichen, naturgeschichtlichen oder landeskundlichen Gründen oder
2. wegen ihrer Seltenheit, Eigenart oder Schönheit.“

„§ 18 – Naturdenkmäler – (zu § 28 BNatSchG)
(1) Die Erklärung nach § 22 Abs. 1 BNatSchG von Teilen von Natur und Landschaft als Naturdenkmal erfolgt durch Rechtsverordnung oder Einzelanordnung.
(2) Über § 28 Abs. 1 BNatSchG hinaus können Naturdenkmäler zur Sicherung von Lebensgemeinschaften oder Lebensstätten von im Bestand gefährdeten oder streng geschützten Arten festgesetzt werden.“

## Liste
Diese Auflistung unterscheidet zwischen Flächennaturdenkmalen (FND) mit einer Fläche bis zu 5 ha (bei Verordnung nach DDR-Recht auch mehr) und Einzel-Naturdenkmalen (ND).
Link zu einem Kartenansichtstool, um Koordinaten zu setzen.
| Bild | Bezeichnung                     | Lage                                          | Beschreibung        | Datum | Nummer  |
| ---- | ------------------------------- | --------------------------------------------- | ------------------- | ----- | ------- |
| BW   | „Gatschellinde“ bei Barnitz     | Barnitz (51° 6′ 44,6″ N, 13° 21′ 49,5″ O)     |                     |       | MEI 035 |
| BW   | Lärchenallee in Barnitz         | Barnitz (51° 7′ 12,5″ N, 13° 21′ 30,7″ O)     |                     |       | MEI 028 |
| BW   | Linde an der Straße bei Löthain | Löthain (51° 7′ 59,3″ N, 13° 24′ 35,9″ O)     |                     |       | MEI 030 |
| BW   | „Goldlinde“ nordöstlich Löthain | Löthain (51° 8′ 45,5″ N, 13° 25′ 18,3″ O)     |                     |       | MEI 032 |
| BW   | Winterlinde in Mauna            | Mauna (51° 7′ 59,9″ N, 13° 22′ 23,9″ O)       |                     |       | MEI 027 |
| BW   | Auwald Niederjahna              | Niederjahna (51° 9′ 56,7″ N, 13° 26′ 13,9″ O) | Fläche ca. 2,25 ha. |       | MEI 020 |